# (100460) 1996 TN7
(100460) 1996 TN7 es un asteroide perteneciente al cinturón de asteroides, descubierto el 8 de octubre de 1996 por el equipo del Near Earth Asteroid Tracking desde el Observatorio de Haleakala, Hawái, Estados Unidos.

## Designación y nombre
Designado provisionalmente como 1996 TN7.

## Características orbitales
1996 TN7 está situado a una distancia media del Sol de 2,308 ua, pudiendo alejarse hasta 2,616 ua y acercarse hasta 2,000 ua. Su excentricidad es 0,133 y la inclinación orbital 9,436 grados. Emplea 1280 días en completar una órbita alrededor del Sol.

## Características físicas
La magnitud absoluta de 1996 TN7 es 16,2. Tiene 1,662 km de diámetro y su albedo se estima en 0,255.